# John Day (Oregon)
John Day és una població dels Estats Units a l'estat d'Oregon. Segons el cens del 2000 tenia 1.821 habitants.

## Demografia
Segons el cens del 2000, John Day tenia 1821 habitants, 734 habitatges, i 472 famílies. La densitat de població era de 374 habitants per km².
Dels 734 habitatges en un 32,7% hi vivien nens de menys de 18 anys, en un 51% hi vivien parelles casades, en un 10,2% dones solteres, i en un 35,6% no eren unitats familiars. En el 31,9% dels habitatges hi vivien persones soles el 12,4% de les quals corresponia a persones de 65 anys o més que vivien soles. El nombre mitjà de persones vivint en cada habitatge era de 2,4 i el nombre mitjà de persones que vivien en cada família era de 3,01.
Per edats la població es repartia de la següent manera: un 27% tenia menys de 18 anys, un 7,8% entre 18 i 24, un 23,2% entre 25 i 44, un 23,7% de 45 a 60 i un 18,3% 65 anys o més.
L'edat mediana era de 40 anys. Per cada 100 dones de 18 o més anys hi havia 88,8 homes.
La renda mediana per habitatge era de 31.953$ i la renda mediana per família de 34.327$. Els homes tenien una renda mediana de 31.908$ mentre que les dones 22.067$. La renda per capita de la població era de 15.488$. Aproximadament el 13% de les famílies i el 17,5% de la població estaven per davall del llindar de pobresa.

## Poblacions més properes
El següent diagrama mostra les poblacions més properes.